# Lajia
Lajia —喇家 en xinès, Lǎjiā en pinyin— és un jaciment arqueològic al Comtat de Minhe, prefectura de Haidong, província de Qinghai, al nord-oest de la Xina.
Lajia és associat amb la cultura Qijia, amb el seu despoblament forçós datat pel 1800–2000 aC. Les restes del lloc inclouen dos habitatges amb 16 restes humanes. Els arqueòlegs creuen que el lloc va ser abandonat després de ser devastat per un terratrèmol i un inundació subsegüent. Allí s'han trobat els fideus intactes més vells que pertanyen a finals del Neolític, els quals estan fabricats amb grans de mill.